# Pallavolo ai Giochi della XXXII Olimpiade - Torneo maschile
Il torneo di pallavolo maschile ai Giochi della XXXII Olimpiade si è svolto dal 24 luglio al 7 agosto 2021 a Tokyo, in Giappone, durante i Giochi della XXXII Olimpiade: al torneo hanno partecipato dodici squadre nazionali e la vittoria finale è andata per la prima volta alla Francia.
Originariamente previsto dal 25 luglio all'8 agosto 2020, il 24 marzo 2020 il torneo, così come l'intera manifestazione, è stato posticipato di un anno a causa della pandemia di COVID-19.

## Qualificazioni
Al torneo hanno partecipato: la nazionale del paese ospitante, la prima classificata di ogni girone del torneo di qualificazione mondiale e la prima classificata di ogni torneo di qualificazione continentale.

## Impianti
|                                                                  |  |  |
|                                                                  |  |  |
| Ariake Arena Città: Tokyo Capienza: 15 000 Anno d'apertura: 2019 |  |  |

## Regolamento

### Formula
La formula ha previsto:
- Fase a gironi, disputata con girone all'italiana: le prime quattro classificate di ogni girone hanno acceduto alla fase finale.
- Fase finale, disputata con quarti di finale (la prima classificata del girone A e B ha incontrato rispettivamente la quarta classificata del girone B e A, mentre l'incrocio tra le seconde e terze classificate del girone A con quelle del girone B è stato definito tramite sorteggio), semifinali, finale per il terzo posto e finale[4].

### Criteri di classifica
Se il risultato finale è stato di 3-0 o 3-1 sono stati assegnati 3 punti alla squadra vincente e 0 a quella sconfitta, se il risultato finale è stato di 3-2 sono stati assegnati 2 punti alla squadra vincente e 1 a quella sconfitta.
L'ordine del posizionamento in classifica è stato definito in base a:
- Numero di partite vinte;
- Punti;
- Ratio dei set vinti/persi;
- Ratio dei punti realizzati/subiti;
- Risultati degli scontri diretti.

## Squadre partecipanti
| Squadra     | Qualificazione                                      | Ultima partecipazione |
| ----------- | --------------------------------------------------- | --------------------- |
| Argentina   | 1ª al torneo di qualificazione mondiale (girone F)  | Rio de Janeiro 2016   |
| Brasile     | 1ª al torneo di qualificazione mondiale (girone A)  | Rio de Janeiro 2016   |
| Canada      | 1ª al torneo di qualificazione nordamericano        | Rio de Janeiro 2016   |
| Francia     | 1ª al torneo di qualificazione europeo              | Rio de Janeiro 2016   |
| Giappone    | Paese organizzatore                                 | Pechino 2008          |
| Iran        | 1ª al torneo di qualificazione asiatico e oceaniano | Rio de Janeiro 2016   |
| Italia      | 1ª al torneo di qualificazione mondiale (girone C)  | Rio de Janeiro 2016   |
| Polonia     | 1ª al torneo di qualificazione mondiale (girone D)  | Rio de Janeiro 2016   |
| ROC         | 1ª al torneo di qualificazione mondiale (girone E)  | Rio de Janeiro 2016   |
| Stati Uniti | 1ª al torneo di qualificazione mondiale (girone B)  | Rio de Janeiro 2016   |
| Tunisia     | 1ª al torneo di qualificazione africano             | Londra 2012           |
| Venezuela   | 1ª al torneo di qualificazione sudamericano         | Pechino 2008          |

## Torneo

### Fase a gironi
| Girone A  | Girone B    |
| --------- | ----------- |
| Canada    | Argentina   |
| Giappone  | Brasile     |
| Iran      | Francia     |
| Italia    | ROC         |
| Polonia   | Stati Uniti |
| Venezuela | Tunisia     |

#### Girone A

##### Risultati
| 24 luglio 2021 Ariake Arena, Tokyo Durata: 2h:17 - Spettatori: ? | Italia   | 3 - 2 | Canada    | 26-28, 18-25, 25-21, 25-18, 15-11 |
| 24 luglio 2021 Ariake Arena, Tokyo Durata: 1h:23 - Spettatori: ? | Giappone | 3 - 0 | Venezuela | 25-21, 25-20, 25-15               |
| 24 luglio 2021 Ariake Arena, Tokyo Durata: 2h:34 - Spettatori: ? | Polonia  | 2 - 3 | Iran      | 25-18, 22-25, 22-25, 25-22, 21-23 |
| 26 luglio 2021 Ariake Arena, Tokyo Durata: 1h:23 - Spettatori: ? | Iran     | 3 - 0 | Venezuela | 25-17, 25-20, 25-18               |
| 26 luglio 2021 Ariake Arena, Tokyo Durata: 1h:31 - Spettatori: ? | Polonia  | 3 - 0 | Italia    | 25-20, 26-24, 25-20               |
| 26 luglio 2021 Ariake Arena, Tokyo Durata: 2h:08 - Spettatori: ? | Giappone | 3 - 1 | Canada    | 23-25, 25-23, 25-23, 25-20        |
| 28 luglio 2021 Ariake Arena, Tokyo Durata: 1h:21 - Spettatori: ? | Canada   | 3 - 0 | Iran      | 25-16, 25-20, 25-22               |
| 28 luglio 2021 Ariake Arena, Tokyo Durata: 1h:40 - Spettatori: ? | Polonia  | 3 - 1 | Venezuela | 25-16, 25-13, 18-25, 25-15        |
| 28 luglio 2021 Ariake Arena, Tokyo Durata: 2h:01 - Spettatori: ? | Giappone | 1 - 3 | Italia    | 20-25, 17-25, 25-23, 21-25        |
| 30 luglio 2021 Ariake Arena, Tokyo Durata: 1h:14 - Spettatori: ? | Canada   | 3 - 0 | Venezuela | 25-13, 25-22, 25-12               |
| 30 luglio 2021 Ariake Arena, Tokyo Durata: 1h:34 - Spettatori: ? | Giappone | 0 - 3 | Polonia   | 22-25, 21-25, 24-26               |
| 30 luglio 2021 Ariake Arena, Tokyo Durata: 2h:13 - Spettatori: ? | Italia   | 3 - 1 | Iran      | 30-28, 25-21, 21-25, 25-21        |
| 1º agosto 2021 Ariake Arena, Tokyo Durata: 1h:15 - Spettatori: ? | Polonia  | 3 - 0 | Canada    | 25-15, 25-21, 25-16               |
| 1º agosto 2021 Ariake Arena, Tokyo Durata: 1h:20 - Spettatori: ? | Italia   | 3 - 0 | Venezuela | 25-22, 25-15, 25-17               |
| 1º agosto 2021 Ariake Arena, Tokyo Durata: 2h:37 - Spettatori: ? | Giappone | 3 - 2 | Iran      | 25-21, 20-25, 29-31, 25-22, 15-13 |

##### Classifica
| Pos. | Squadra   | Pt | G | V | P | SV | SP | Ratio | PF  | PS  | Ratio |
| ---- | --------- | -- | - | - | - | -- | -- | ----- | --- | --- | ----- |
| 1.   | Polonia   | 13 | 5 | 4 | 1 | 14 | 4  | 3,500 | 435 | 365 | 1,191 |
| 2.   | Italia    | 11 | 5 | 4 | 1 | 12 | 7  | 1,714 | 447 | 411 | 1,087 |
| 3.   | Giappone  | 8  | 5 | 3 | 2 | 10 | 9  | 1,111 | 437 | 433 | 1,009 |
| 4.   | Canada    | 7  | 5 | 2 | 3 | 9  | 9  | 1,000 | 396 | 387 | 1,023 |
| 5.   | Iran      | 6  | 5 | 2 | 3 | 9  | 11 | 0,818 | 453 | 460 | 0,984 |
| 6.   | Venezuela | 0  | 5 | 0 | 5 | 1  | 15 | 0,066 | 281 | 393 | 0,715 |

      Qualificata ai quarti di finale.

#### Girone B

##### Risultati
| 24 luglio 2021 Ariake Arena, Tokyo Durata: 1h:21 - Spettatori: ? | Brasile     | 3 - 0 | Tunisia     | 25-22, 25-20, 25-15               |
| 24 luglio 2021 Ariake Arena, Tokyo Durata: 2h:00 - Spettatori: ? | ROC         | 3 - 1 | Argentina   | 21-25, 25-23, 25-17, 25-21        |
| 24 luglio 2021 Ariake Arena, Tokyo Durata: 1h:25 - Spettatori: ? | Stati Uniti | 3 - 0 | Francia     | 25-18, 25-18, 25-22               |
| 26 luglio 2021 Ariake Arena, Tokyo Durata: 2h:15 - Spettatori: ? | Stati Uniti | 1 - 3 | ROC         | 23-25, 25-27, 25-21, 23-25        |
| 26 luglio 2021 Ariake Arena, Tokyo Durata: 1h:22 - Spettatori: ? | Francia     | 3 - 0 | Tunisia     | 25-21, 25-11, 25-21               |
| 26 luglio 2021 Ariake Arena, Tokyo Durata: 2h:21 - Spettatori: ? | Brasile     | 3 - 2 | Argentina   | 19-25, 21-25, 25-16, 25-21, 16-14 |
| 28 luglio 2021 Ariake Arena, Tokyo Durata: 1h:52 - Spettatori: ? | Stati Uniti | 3 - 1 | Tunisia     | 25-14, 23-25, 25-14, 25-23        |
| 28 luglio 2021 Ariake Arena, Tokyo Durata: 2h:09 - Spettatori: ? | Argentina   | 3 - 2 | Francia     | 23-25, 25-17, 25-20, 15-25, 15-13 |
| 28 luglio 2021 Ariake Arena, Tokyo Durata: 1h:27 - Spettatori: ? | Brasile     | 0 - 3 | ROC         | 22-25, 20-25, 20-25               |
| 30 luglio 2021 Ariake Arena, Tokyo Durata: 2h:20 - Spettatori: ? | Brasile     | 3 - 1 | Stati Uniti | 30-32, 25-23, 25-21, 25-20        |
| 30 luglio 2021 Ariake Arena, Tokyo Durata: 2h:09 - Spettatori: ? | Argentina   | 3 - 2 | Tunisia     | 23-25, 23-25, 25-19, 25-18, 15-8  |
| 30 luglio 2021 Ariake Arena, Tokyo Durata: 1h:49 - Spettatori: ? | ROC         | 1 - 3 | Francia     | 21-25, 25-20, 17-25, 20-25        |
| 1º agosto 2021 Ariake Arena, Tokyo Durata: 2h:38 - Spettatori: ? | Brasile     | 3 - 2 | Francia     | 25-22, 37-39, 25-17, 21-25, 20-18 |
| 1º agosto 2021 Ariake Arena, Tokyo Durata: 1h:21 - Spettatori: ? | ROC         | 3 - 0 | Tunisia     | 25-20, 25-22, 25-16               |
| 1º agosto 2021 Ariake Arena, Tokyo Durata: 1h:38 - Spettatori: ? | Stati Uniti | 0 - 3 | Argentina   | 21-25, 23-25, 23-25               |

##### Classifica
| Pos. | Squadra     | Pt | G | V | P | SV | SP | Ratio | PF  | PS  | Ratio |
| ---- | ----------- | -- | - | - | - | -- | -- | ----- | --- | --- | ----- |
| 1.   | ROC         | 12 | 5 | 4 | 1 | 13 | 5  | 2,600 | 427 | 397 | 1,075 |
| 2.   | Brasile     | 10 | 5 | 4 | 1 | 12 | 8  | 1,500 | 476 | 450 | 1,057 |
| 3.   | Argentina   | 8  | 5 | 3 | 2 | 12 | 10 | 1,200 | 476 | 464 | 1,025 |
| 4.   | Francia     | 8  | 5 | 2 | 3 | 10 | 10 | 1,000 | 449 | 442 | 1,015 |
| 5.   | Stati Uniti | 6  | 5 | 2 | 3 | 8  | 10 | 0,800 | 432 | 412 | 1,048 |
| 6.   | Tunisia     | 1  | 5 | 0 | 5 | 3  | 15 | 0,200 | 339 | 434 | 0,781 |

      Qualificata ai quarti di finale.

### Fase finale
|  | Quarti di finale | Quarti di finale | Quarti di finale |  |    | Semifinali | Semifinali | Semifinali |                 |                 | Finale          | Finale    | Finale |
|  |                  |                  |                  |  |    |            |            |            |                 |                 |                 |           |        |
|  | 1A               | Polonia          | 2                |  |    |            |            |            |                 |                 |                 |           |        |
|  | 1A               | Polonia          | 2                |  |    |            |            |            |                 |                 |                 |           |        |
|  | 4B               | Francia          | 3                |  |    |            |            |            |                 |                 |                 |           |        |
|  | 4B               | Francia          | 3                |  | 4B | Francia    | 3          |            |                 |                 |                 |           |        |
|  |                  |                  |                  |  | 4B | Francia    | 3          |            |                 |                 |                 |           |        |
|  |                  |                  |                  |  |    | 3B         | Argentina  | 0          |                 |                 |                 |           |        |
|  | 2A               | Italia           | 2                |  |    | 3B         | Argentina  | 0          |                 |                 |                 |           |        |
|  | 2A               | Italia           | 2                |  |    |            |            |            |                 |                 |                 |           |        |
|  | 3B               | Argentina        | 3                |  |    |            |            |            |                 |                 |                 |           |        |
|  | 3B               | Argentina        | 3                |  |    |            |            |            |                 | 4B              | Francia         | 3         |        |
|  |                  |                  |                  |  |    |            |            |            |                 | 4B              | Francia         | 3         |        |
|  |                  |                  |                  |  |    |            |            |            |                 |                 | 1B              | ROC       | 2      |
|  | 3A               | Giappone         | 0                |  |    |            |            |            |                 |                 | 1B              | ROC       | 2      |
|  | 3A               | Giappone         | 0                |  |    |            |            |            |                 |                 |                 |           |        |
|  | 2B               | Brasile          | 3                |  |    |            |            |            |                 |                 |                 |           |        |
|  | 2B               | Brasile          | 3                |  | 2B | Brasile    | 1          |            | Finale 3° posto | Finale 3° posto | Finale 3° posto |           |        |
|  |                  |                  |                  |  | 2B | Brasile    | 1          |            |                 |                 |                 |           |        |
|  |                  |                  |                  |  |    | 1B         | ROC        | 3          |                 |                 | 3B              | Argentina | 3      |
|  | 4A               | Canada           | 0                |  |    |            | ROC        | 3          |                 |                 | 3B              | Argentina | 3      |
|  | 4A               | Canada           | 0                |  |    |            |            |            |                 | 2B              | Brasile         | 2         |        |
|  | 1B               | ROC              | 3                |  |    |            |            |            |                 |                 | Brasile         | 2         |        |
|  | 1B               | ROC              | 3                |  |    |            |            |            |                 |                 |                 |           |        |

#### Quarti di finale
| 3 agosto 2021 Ariake Arena, Tokyo Durata: 1h:39 - Spettatori: ? | Canada   | 0 - 3 | ROC       | 21-25, 28-30, 22-25               |
| 3 agosto 2021 Ariake Arena, Tokyo Durata: 1h:30 - Spettatori: ? | Giappone | 0 - 3 | Brasile   | 20-25, 22-25, 20-25               |
| 3 agosto 2021 Ariake Arena, Tokyo Durata: 2h:21 - Spettatori: ? | Italia   | 2 - 3 | Argentina | 25-21, 23-25, 22-25, 25-14, 12-15 |
| 3 agosto 2021 Ariake Arena, Tokyo Durata: 2h:13 - Spettatori: ? | Polonia  | 2 - 3 | Francia   | 25-21, 22-25, 25-21, 21-25, 9-15  |

#### Semifinali
| 5 agosto 2021 Ariake Arena, Tokyo Durata: 2h:08 - Spettatori: ? | Brasile | 1 - 3 | ROC       | 25-18, 21-25, 24-26, 23-25 |
| 5 agosto 2021 Ariake Arena, Tokyo Durata: 1h:27 - Spettatori: ? | Francia | 3 - 0 | Argentina | 25-22, 25-19, 25-22        |

#### Finale 3º posto
| 7 agosto 2021 Ariake Arena, Tokyo Durata: 2h:17 - Spettatori: ? | Argentina | 3 - 2 | Brasile | 25-23, 20-25, 20-25, 25-17, 15-13 |

#### Finale
| 7 agosto 2021 Ariake Arena, Tokyo Durata: 2h:15 - Spettatori: ? | Francia | 3 - 2 | ROC | 25-23, 25-17, 21-25, 21-25, 15-12 |

## Classifica finale
| Pos | Squadra     | Rosa |
| --- | ----------- | --- |
|     | Francia     | Formazione: 1 Chinenyeze, 2 Grebennikov, 4 Patry, 6 Toniutti, 7 K. Tillie, 9 N'Gapeth, 11 Brizard, 12 Boyer, 14 Le Goff, 16 Bultor, 17 Clévenot, 19 Louati, CT: L. Tillie         |
|     | ROC         | Formazione: 1 Podlesnych, 4 Vol'vič, 7 Volkov, 9 Jakovlev, 10 Bogdan, 11 Pankov, 15 Poletaev, 17 Michajlov, 18 Kljuka, 20 Kurkaev, 24 Kobzar', 27 Golubev, CT: Sammelvuo          |
|     | Argentina   | Formazione: 1 Sánchez, 2 Pereyra, 6 Poglajen, 7 Conte, 8 Loser, 9 Danani, 11 Solé, 12 Lima, 13 Palacios, 15 De Cecco, 17 N. Méndez, 18 Ramos, CT: M. Méndez                       |
| 4.  | Brasile     | Formazione: 1 de Rezende, 5 Silva, 6 Kreling, 8 W. de Souza, 9 Leal, 12 Santos, 13 M. de Souza, 14 D. de Souza, 16 Saatkamp, 17 Hoss, 18 Lucarelli, 21 A. de Souza, CT: Dal Zotto |
| 5.  | Polonia     | Formazione: 1 Nowakowski, 5 Kaczmarek, 6 Kurek, 9 León, 11 Drzyzga, 12 Łomacz, 13 Kubiak, 14 Śliwka, 15 Kochanowski, 16 Semeniuk, 17 Zatorski, 20 Bieniek, CT: Heynen             |
| 6.  | Italia      | Formazione: 2 Kovář, 4 Vettori, 5 Juantorena, 6 Giannelli, 9 Zaytsev, 11 Piano, 13 Colaci, 14 Galassi, 15 Sbertoli, 17 Anzani, 18 Michieletto, 19 Lavia, CT: Blengini             |
| 7.  | Giappone    | Formazione: 1 Shimizu, 2 Onodera, 3 Fujii, 6 Yamauchi, 11 Nishida, 12 Sekita, 14 Ishikawa, 15 Ri, 17 Takanashi, 19 Ōtsuka, 20 Yamamoto, 21 Takahashi, CT: Nakagaichi              |
| 8.  | Canada      | Formazione: 1 Sanders, 2 Perrin, 3 Marshall, 4 Hoag, 7 Maar, 9 Blankenau, 10 Sclater, 12 Van Berkel, 13 Vernon-Evans, 17 Vigrass, 19 Bann, 20 Szwarc, CT: Hoag                    |
| 9.  | Iran        | Formazione: 2 Ebadipour, 4 Marouf, 6 Mousavi, 9 Gholami, 10 Ghafour, 11 Kazemi, 12 Sharifi, 15 Mojarad, 17 M. Salehi, 19 Marandi, 21 A. Salehi, 24 Karimi, CT: Alekno             |
| 10. | Stati Uniti | Formazione: 1 Anderson, 3 Sander, 5 Ensing, 6 Stahl, 7 K. Shoji, 8 DeFalco, 11 Christenson, 12 Holt, 17 Jaeschke, 18 Muagututia, 20 Smith, 22 E. Shoji, CT: Speraw                |
| 11. | Tunisia     | Formazione: 2 Kadhi, 3 Ben Slimene, 6 Miladi, 7 Karamosli, 9 Agrebi, 10 Nagga, 11 Moalla, 12 Ben Cheikh, 13 Mbarki, 15 Ben Tara, 19 Bouguerra, 20 Hmissi, CT: Giacobbe            |
| 12. | Venezuela   | Formazione: 1 Velásquez, 3 González, 4 Mata, 5 Rodríguez, 6 Oramas, 7 Valencia, 9 Carrasco, 11 Verdi, 14 Canelo, 15 Arias, 17 Fayola, 19 Rivas, CT: Sarti                         |

## Premi individuali
| Premio                | Nome                  | Squadra   |
| --------------------- | --------------------- | --------- |
| MVP                   | Earvin N'Gapeth       | Francia   |
| Miglior palleggiatore | Luciano De Cecco      | Argentina |
| Miglior opposto       | Maksim Michajlov      | ROC       |
| Miglior schiacciatore | Earvin N'Gapeth       | Francia   |
| Miglior schiacciatore | Egor Kljuka           | ROC       |
| Miglior centrale      | Barthélémy Chinenyeze | Francia   |
| Miglior centrale      | Ivan Jakovlev         | ROC       |
| Miglior libero        | Jenia Grebennikov     | Francia   |